# 霞山会
一般財団法人霞山会（かざんかい）は、日本の財団法人。東亜同文会を前身とし、日本とアジア諸国の国際交流を目的とする。
財団の事業の一つとして、会議室・宴会場・レストランなどの施設を持つ霞山会館（かざんかいかん）を運営している。同会館は、霞が関コモンゲート西館（霞山会館ビル）37階に所在する。

## 概要
財団法人の定款によれば、霞山会の目的は「わが国と中国をはじめとするアジア諸国との文化交流を通じてアジア諸国民との相互理解と友好の促進を図り、アジアひいては世界の平和と安定に貢献すること」である。また、会の事業としては、次の6つが挙げられている。
1. アジア諸国にかかわる留学生、研究者等の相互交流の促進及びその支援
2. アジア諸国にかかわる調査研究、図書の出版及び講演会、研究会等の実施
3. 本邦及び海外における関係機関との連携
4. 語学教育機関の運営
5. 所有不動産の維持運営
6. その他この法人の目的を達成するために必要な事業

## 沿革
東亜同文会時代(戦前)
1898年（明治31年）11月、霞山会の前身である財団法人東亜同文会が「東亜の保全と輯協」を目的として発足した。会長は近衞篤麿公爵・貴族院議長。
1928年（昭和3年）12月、東亜同文会が東亜同文会館を竣工させた。同会館は、近衞家より寄贈された東京目白の地所の売却代金を基金に、有志の寄付を加え、千代田区霞が関3-4（当時麹町区三年町1）の御料地を借りて建設されたものである。名称は、初代会長近衞篤麿の雅号を冠して霞山会館とした。
東亜同文会の解散・霞山倶楽部時代
東亜同文会は1945年（昭和20年）の終戦によって歴史的使命を終え、1946年（昭和21年）3月1日付で解散の認可を受けた。清算完了後、1948年（昭和23年）3月24日、同会主要資産を継承して、「財団法人霞山倶楽部」が正式に設立された。
1948年（昭和23年）に新体制の霞山倶楽部が設立された後も、事業の本拠となるべき霞山会館はGHQに接収されたままであったため、西神田にある東方学会に仮事務所を設置して事業を継続した。1955年（昭和30年）、霞山会館は返還されたものの著しく荒廃していたため、1959年（昭和34年）、資産の拡大と恒久的な自主経営の基盤形成のため新しい会館ビルの建設に取り組むこととなった。
霞山会時代
同倶楽部は、1958年（昭和33年）に「財団法人霞山会」へと改称した。2013年（平成25年）4月1日に「一般財団法人霞山会」となった。
1960年（昭和35年）12月に国有地を買い受け、1961年（昭和36年）6月に旧霞山会館の解体に着工、1964年（昭和39年）2月に新ビルは竣工した。新ビルは霞山ビルと命名され、9階に霞山会館を設置して、以後、留学学術研究交流等の事業を展開した。
2007年（平成19年）、霞が関コモンゲート西館（霞山会館ビル）の開業にともない、霞山会館は同ビル最上階37階に移転し、リニューアルオープンした。新霞山会館は、旧霞山会館のファサードを再現している。

## 組織
事務所は東京都港区赤坂の赤坂霞山ビルに所在。

## 役員
- 名誉会長:近衞忠煇[4]
- 理事長:阿部純一（常勤）
- 常任理事:六鹿茂夫（常勤）
- 理事:倉持由美子（常勤）
- 理事
  - 茅田泰三（コマツ非常勤顧問　元中央大学大学院戦略経営研究科客員教授）
  - 竹歳誠（元国土交通事務次官）
  - 駒形哲哉（慶應義塾大学経済学部教授）
  - 小関広洋（経済アナリスト）
  - 高原明生（東京女子大学特別客員教授）
- 監事
  - 濱正昭（濱公認会計士事務所　公認会計士・税理士）
  - 上田慎（梶谷綜合法律事務所　弁護士）
- 評議員
  - 伊豆見元（東京国際大学国際戦略研究所特命教授）
  - 近衞正通（音楽評論家）
  - 古庄幸一（元海上幕僚長 海将）
  - 岩井克文（横浜国立大学客員教授　芝信用金庫監事）
  - 松本盛雄（元駐瀋陽総領事　元駐パプアニューギニア特命全権大使）
  - 近藤晴貞（元西松建設株式会社代表取締役社長）
  - 大西康雄（国立研究開発法人科学技術振興機構特任フェロー）